# يان كونيل
يان كونيل (17 فبراير 1974 في أستراليا - ) (بالإنجليزية: Ian Connell)‏ هو لاعب كريكت أسترالي. لعب مع فريق تسمانيا للكريكت.

## وصلات خارجية
- يان كونيل على موقع إي آس بي آن كريك إنفو (الإنجليزية)